# Margherita Salvi
Margherita Salvi (Bergamo, 17 ottobre 1995) è una calciatrice italiana, di ruolo portiere.

## Palmarès
- Campionato italiano di Serie B: 2

Anima e Corpo Orobica: 2013-2014
Como: 2021-2022